# Tingüindín

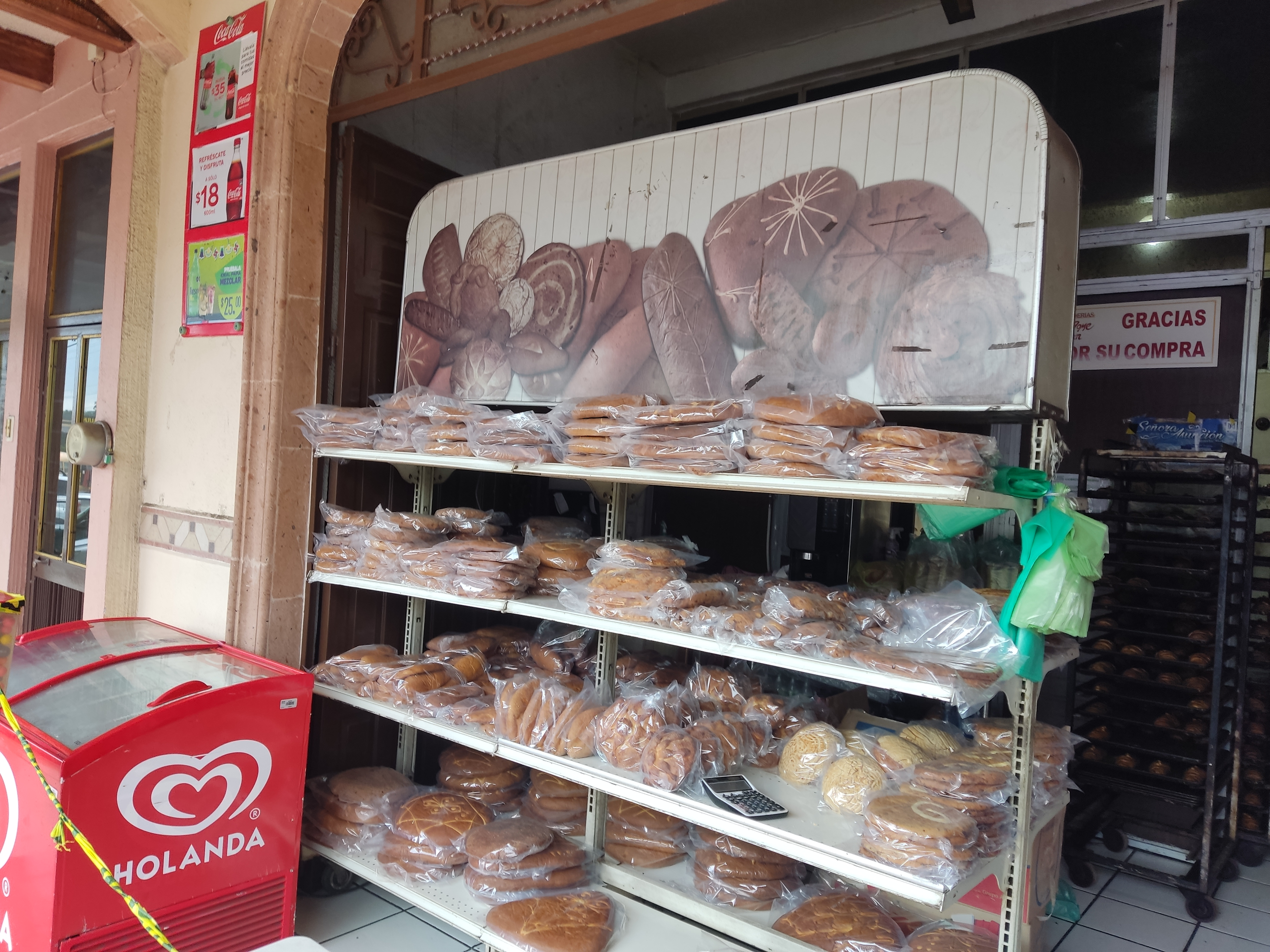
Pan tradicional de Tingüindín exhibido en una panadería local.

Tingüindín es una localidad mexicana del estado de Michoacán, cabecera del municipio homónimo.

## Toponimia
El nombre «Tingüindín» proviene de la expresión indígena que se interpreta como ‘lugar de adoración’. Cecilio Robelo, en su obra Toponimia Tarasco-Hispano-Nahoa señala la grafía alternativa «Tinguindin» e indica que proviene del purépecha y se traduce como ‘donde se arrodillan’.

## Ubicación
La ciudad de Tingüindín se encuentra aproximadamente en la ubicación 19°44′20″N 102°28′59″O / 19.73889, -102.48306, a una altitud de 1679 m s. n. m., y a una distancia de 190 km de la capital del estado.

## Demografía
Según los datos registrados en el censo de 2020, la localidad cuenta con 7788 habitantes, lo que representa un crecimiento promedio de 1.2 % anual en el período 2010-2020 sobre la base de los 6923 habitantes registrados en el censo anterior. Ocupa una superficie de 3.042 km², lo que determina al año 2020 una densidad de 2560 hab/km².
| Gráfica de evolución demográfica de Tingüindín entre 2000 y 2020  |
|                                                                   |
| Fuente: Instituto Nacional de Estadística Geografía e Informática |

La población de Tingüindín está mayoritariamente alfabetizada (3.93 % de personas mayores de 15 años analfabetas, según relevamiento del año 2020), con un grado de escolaridad en torno a los 8.5 años. Solo el 4.24 % se reconoce como indígena. El 95.2 % de los habitantes de Tingüindín profesa la religión católica.
En el año 2010 estaba clasificada como una localidad de grado medio de vulnerabilidad social. Según el relevamiento realizado, 2787 personas de 15 años o más no habían completado la educación básica —carencia conocida como rezago educativo—, y 3436 personas no disponían de acceso a la salud.

## Economía
Las principales actividades económicas de la población son la agricultura, la ganadería y el comercio.